# 十二兼駅
十二兼駅（じゅうにかねえき）は、長野県木曽郡南木曽町読書にある、東海旅客鉄道（JR東海）中央本線の駅である。

### 歴史
- 1929年（昭和4年）12月3日：国有鉄道中央本線の野尻 - 三留野（現・南木曽）間に十二兼信号場として開設[1]。
- 1948年（昭和23年）9月1日：駅に昇格、十二兼駅として開業[1]。旅客営業および荷物扱いのみ[2]。
- 1982年（昭和57年）2月26日：業務委託駅となる[3]。
- 1984年（昭和59年）10月1日：業務委託駅から無人駅となる[4][5][6]。荷物扱い廃止[2]。
- 1987年（昭和62年）4月1日：国鉄分割民営化により、東海旅客鉄道の駅となる[7]。
- 1992年（平成4年）：現駅舎に改築される[4]。

## 駅構造
相対式ホーム2面2線を有する地上駅である。盛土上にあり、ホームまでは階段を上る必要がある。ホーム間は跨線橋で連絡している。中津川駅管理の無人駅であるが、待合室と簡易水洗式便所が有る。当駅から名古屋駅までは複線となるため、交換可能駅でもある。

### のりば

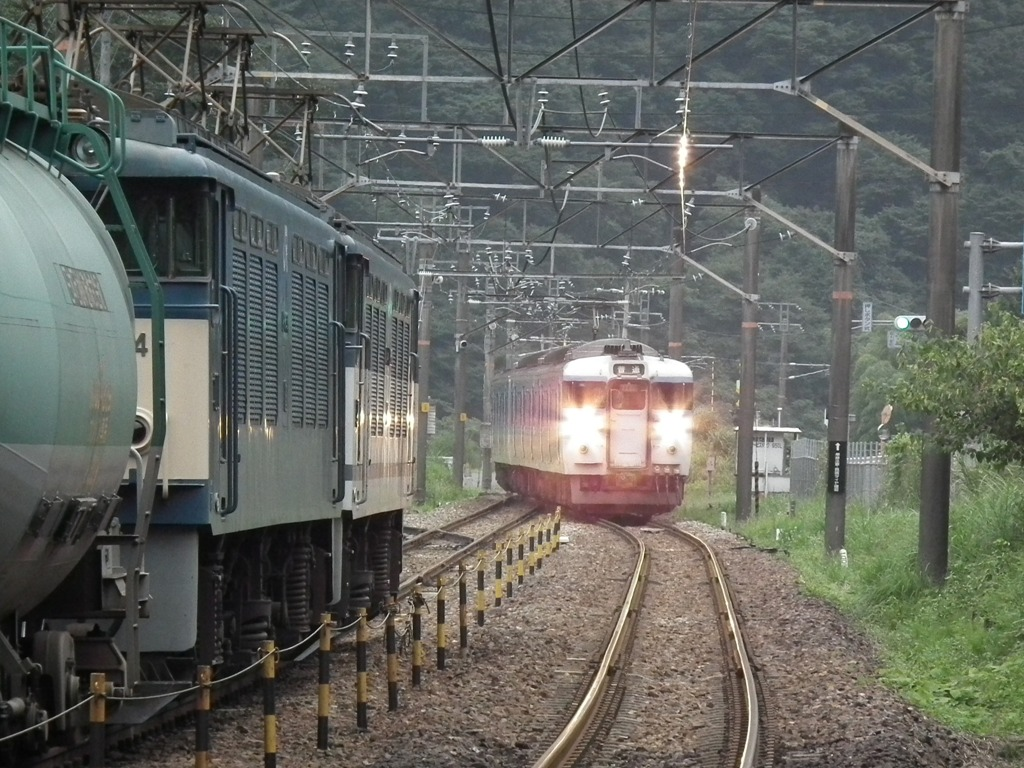
単線から複線になる箇所での列車行き違いの様子
(塩尻方:EF64牽引貨物列車・中津川方:115系電車)

| 番線 | 路線        | 方向 | 行先               |
| ---- | ----------- | ---- | ------------------ |
| 1    | CF 中央本線 | 下り | 木曽福島・長野方面 |
| 2    | CF 中央本線 | 上り | 中津川・名古屋方面 |

## 利用状況
「長野県統計書」によると、1日平均の乗車人員は以下の通りである。
- 2007年度 - 20人[1]
- 2009年度 - 20人[1]
- 2010年度 - 21人[4]
- 2011年度 - 20人[10]
- 2012年度 - 18人[11]
- 2013年度 - 20人[12]
- 2014年度 - 20人[13]
- 2015年度 - 20人[14]
- 2016年度 - 20人[15]
- 2017年度 - 20人[16]
- 2018年度 - 10人[17]

## 駅周辺
- 柿其渓谷[1]
- 柿其水路橋（日本の重要文化財に指定されている）[1]
- 中山道[1]
- 国道19号[1]
- 二又橋（通称：十二兼の吊り橋）
- 木曽熊野神社
- 中山観音（通称：イボ取り観音）

## バス
南木曽町地域バス　ツツジ号「十二兼駅」- 駅の出入口前にある。

## 隣の駅
東海旅客鉄道（JR東海）
CF 中央本線
野尻駅 - 十二兼駅 - 南木曽駅 (CF23)